# Шампуњи
Шампуњи (фр. Champougny) је насељено место у Француској у региону Лорена, у департману Меза.
По подацима из 2011. године у општини је живело 110 становника, а густина насељености је износила 18,61 становника/km².

## Демографија
| 1962. | 1968. | 1975. | 1982. | 1990. | 2011. |
| ----- | ----- | ----- | ----- | ----- | ----- |
| 92    | 84    | 67    | 57    | 51    | 110   |